# Carlos Humberto Loitey
Carlos Humberto Loitey (* 1957) ist ein Generalleutnant aus Uruguay, der seit 2016 Militärischer Berater der Hauptabteilung Friedenssicherungseinsätze im UN-Sekretariat ist.

## Leben
Loitey trat nach dem Schulbesuch 1976 in die Fuerzas Armadas del Uruguay, die Streitkräfte Uruguays ein, und fand nach dem Abschluss der Armee- und Kriegsakademie zahlreiche Verwendungen als Offizier des Heeres (Ejército Nacional). Er war später Militärattaché an der Botschaft in den USA, Generaldirektor des Institutes für Militärdienste sowie Generaldirektor des Nationalen Unterstützungssystems für Friedensmissionen. Zeitweise war er bei der United Nations Mission in the Central African Republic and Chad (MINURCAT) eingesetzt, einer von September 2007 bis Dezember 2010 dauernden Mission der Vereinten Nationen im Tschad und der Zentralafrikanischen Republik.
Am 22. November 2016 wurde Generalleutnant Loitey als Nachfolger des aus Pakistan stammenden Maqsood Ahmed von UN-Generalsekretär Ban Ki-moon zum Militärischen Berater der Hauptabteilung Friedenssicherungseinsätze im UN-Sekretariat ernannt, die die von den Mitgliedsländern bereitgestellten Friedenstruppen der Vereinten Nationen bei Beobachtermissionen und Friedensmissionen leitet.